# Primas (enzym)
Primas är ett RNA-polymeras som bildar primrar. Primas är viktigt vid replikationen eftersom DNA-polymeras måste ha en redan existerande dubbelsträng för att kunna jobba. Primas bildar med hjälp av nukleotider en RNA-primer som sätter sig på den enkelsträngade DNA-molekylen. Primas tillhör en grupp proteiner som kallas primosomer.